# Družstevná pri Hornáde
Družstevná pri Hornáde ist eine Gemeinde in der Ostslowakei. Sie liegt in östlichen Ausläufern des Slowakischen Erzgebirges am Fluss Hornád, 9 km nördlich von Košice entfernt.

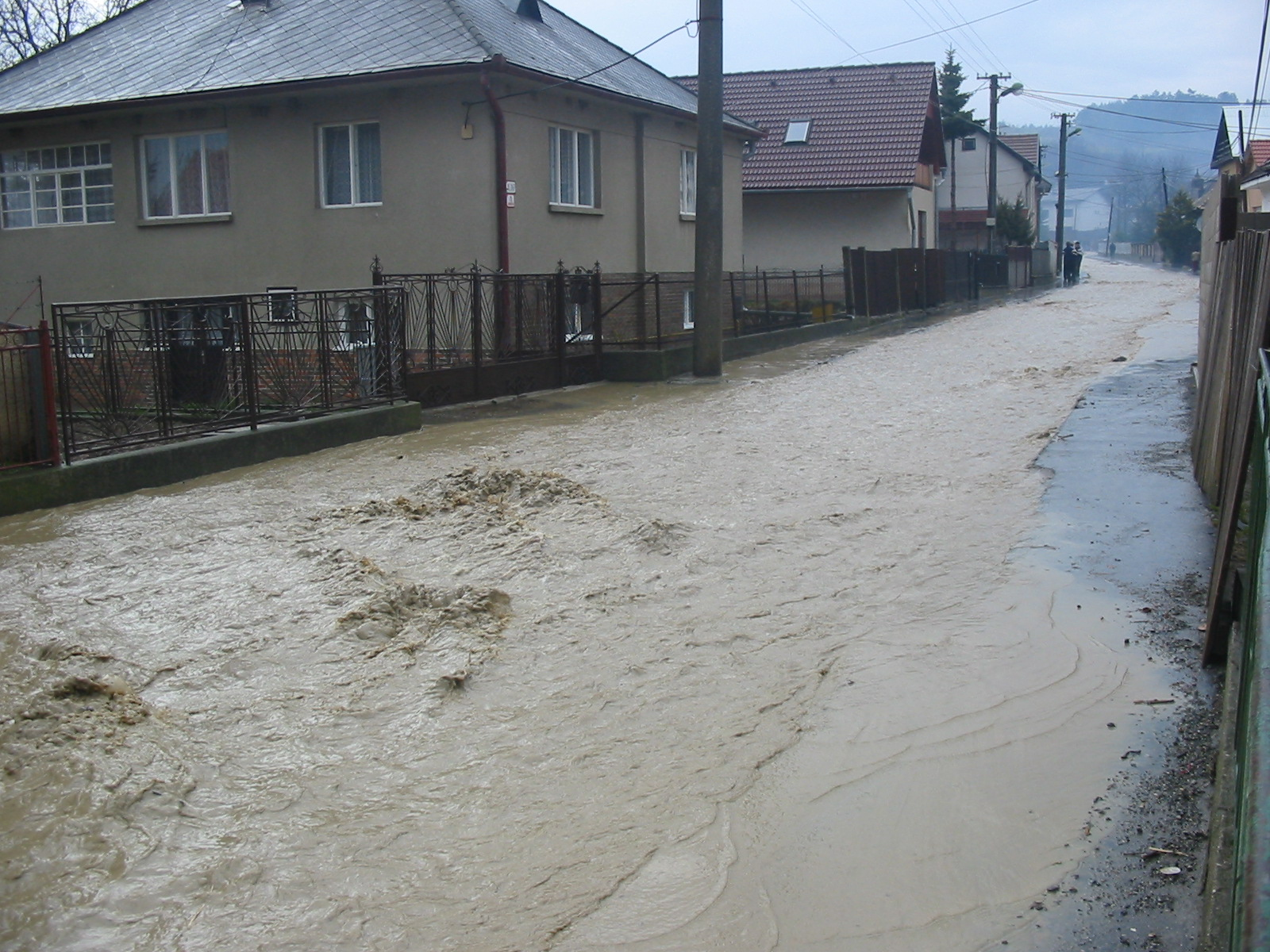
Bild des Ortes während der Überschwemmung der Hauptstraße

Die heutige Gemeinde entstand 1961 durch Zusammenschluss dreier Orte: Kostoľany nad Hornádom (erste Erwähnung 1423 als Zenthesthwan), Malá Vieska (erste Erwähnung 1423 als Wyflaw) und Tepličany (erste Erwähnung 1423 als Tapliczan). Kostoľany nad Hornádom ist seit 2003 wieder eine selbstständige Gemeinde.
Der Name „Družstevná“ bedeutet Das Genossenschaftliche (Dorf) und ist als Ausdruck der damaligen sozialistischen Gesellschaft, die hier entstehen sollte, gewählt worden.

## Bevölkerung
| Jahr:                | 1994. | 2004.    | 2014.    | 2024.   |
| -------------------- | ----- | -------- | -------- | ------- |
| Anzahl der Personen: | 3021  | 2177     | 2678     | 2852    |
| Unterschied:         |       | -27,93 % | +23,01 % | +6,49 % |

| Jahr:                | 2023. | 2024.   |
| -------------------- | ----- | ------- |
| Anzahl der Personen: | 2804  | 2852    |
| Unterschied:         |       | +1,71 % |